# Barbara Polla
Barbara Polla, née le 7 mars 1950 à Genève (originaire du même lieu), est une médecin, galeriste, écrivaine et une personnalité politique suisse, membre du Parti libéral jusqu'en 2007.

## Biographie
Née Imhoof le 7 mars 1950 à Genève et originaire du même lieu, Barbara Polla est la fille de la peintre AMI (Anne-Marie Imhoof, née Lauterburg) et d’un philhellène passionné, Rodolphe Imhoof, enseignant d'allemand. Elle a un frère aîné de trois ans, prénommé comme son père, qui suit la carrière diplomatique et devient notamment ambassadeur de Suisse au Costa Rica puis en Thaïlande. Elle a également un frère cadet, Stefan, devenu professeur d'allemand et de philosophie.  
Elle grandit dans une maison à Thônex, entourée d'animaux de la ferme, puis passe une année en Grèce à l’âge de 17 ans. Au cours de cette année, elle a un premier contact avec une dictature et avec la prison.  
Mère de quatre filles, divorcée de Luigi Polla,, elle se déclare opposée au mariage,. 

## Médecine
Elle fait des études de médecine à Genève et décroche son diplôme en 1976. Elle obtient un doctorat en 1982. Elle poursuit de1984 à 1986 ses recherches à Harvard Medical School, Massachusetts General Hospital à Boston, puis obtient en 1986 un diplôme FMH de spécialiste en médecine interne, pneumologie. 
Elle rentre en Suisse en 1989 et prend la tête de l'unité d'allergologie de l'Hôpital cantonal universitaire. Elle dirige également le laboratoire de physiologie respiratoire de la Faculté de médecine de l'hôpital Cochin (Université Paris V) de 1993 à 2000 en qualité de directeur de recherche INSERM. Spécialiste des protéines de stress (HSP) et des radicaux libres de l'oxygène, elle est auteur et coautrice d'une centaine d'articles de recherche originaux publiés dans des revues à politique éditoriale, notamment Proceedings of the National Academy of Science USA The Journal of Clinical Investigation, The American Journal of Physiology, ainsi que de très nombreux chapitres de revues dans les domaines des protéines de stress, les oxydants et les antioxydants.
Elle est présidente de Forever Laser Institut (Institut d'esthétique médicale créé par Luigi Polla) jusqu’en 2014 et cocréatrice de la gamme de soins Alchimie Forever(skin care), dont la présidente est sa fille Ada Polla (basée à Washington DC).

## Politique
Elle est conseillère municipale (législatif) à Genève de 1991 à 1993, puis députée au Grand Conseil du canton de Genève de 1993 à 1999.  
En octobre 1999, elle est élue au Conseil national, où elle siège à la Commission des transports et des télécommunications (CTT) jusqu'en novembre 2003. Elle défend la liberté de la recherche, le droit à l’IVG et au diagnostic préimplantatoire[réf. nécessaire]. Elle s’engage également pour la liberté dans le couple, et celle des femmes à tous les niveaux.  
Elle quitte le Parti libéral genevois en 2007[réf. nécessaire]. 

## Art
Elle poursuit depuis 1991 une activité de galeriste à Genève et organise régulièrement depuis 2011 des expositions à la galerie Analix Forever à Paris. Depuis 2008, elle collabore avec Paul Ardenne (expositions, conférences, livres). Barbara Polla et Paul Ardenne sont ainsi co-commissaires de la double exposition consacrée à l'artiste australien Shaun Gladwell à l'Université de Nouvelle-Galles du Sud et à la Sherman Contemporary Art Foundation à Sydney en 2015,. Depuis 2019 la galerie Analix Forever est basée à Chêne-Bourg.
Elle enseigne sur les rapports entre l’art et la mode à l’Institut français de la mode à Paris et à la Haute École d'art et de design (HEAD) à Genève. Elle tient depuis 2010 un séminaire mensuel à la HEAD, sur le thème de la créativité. De 2014 à 2016, elle y est professeure d'écriture créative et critique.
Depuis 2017, elle s’est engagée sur un projet durable, culturel, artistique et social, visant à installer des œuvres de Robert Montgomery dans l’espace public de Perama près d’Athènes,,.
Elle a fondé l'Association suisse pour l'architecture émotionnelle et elle est l'instigatrice du 1er colloque international multidisciplinaire d'Architecture émotionnelle qui s'est tenu à Genève en janvier 2011.

### Art et Prison
En tant que galeriste, elle milite pour la liberté de l’art. Elle a été la cocuratrice d’un nombre important d'expositions sur le thème Art & Prison.
La première, intitulée l’Ennemi Public, est présentée en 2013 à la galerie Magda Danysz,. En 2014, une deuxième exposition abordant le thème de la prison voit le jour en étroite collaboration avec la directrice du centre d'art contemporain du château des Adhémar à Montélimar, Hélène Lallier. Intitulée La Belle Echappée, cette exposition devient évolutive et itinérante. En mars 2015, elle est présentée dans l'espace d'exposition de l'Institut des Beaux Arts de Besançon. Une nouvelle exposition sur le thème Art & Prison, Le Sens de la Peine, a lieu début 2016 en plein cœur de Nanterre, en collaboration avec Sandrine Moreau,,,.
En 2018, elle est commissaire de deux expositions muséales sur le thème, l’une à Genève, au Château de Penthes, LA PRISON EXPOSÉE, en collaboration avec la prison de Champ-Dollon; l’autre à Hobart en Tasmanie, A JOURNEY TO FREEDOM.

### Vidéo d'art
Depuis décembre 2011, Barbara Polla et Paul Ardenne organisent des soirées bimensuelles de projections vidéos à thème, appelées VIDEO FOREVER. Ces sessions se déroulent dans divers lieux et pays notamment au Show Room Kris Van Assche, à la Galerie Magda Danysz et Vanessa Quang, au Palais de Tokyo, au Musée de la Chasse et de la Nature, à l'atelier de l'artiste Frank Perrin, au Théâtre National Finlandais à Helsinki et à la galerie UNSW à Sydney. 

### Écrivaine et poètesse
Barbara Polla est écrivaine et publie des essais et articles sur les questions de genre et de l'art, des récits et des romans. Elle a été chroniqueuse pour de nombreux journaux, dont Les Quotidiennes (La Tribune de Genève et 24 heures), L'Agefi, PME Magazine,. Depuis 2020, elle écrit régulièrement des Tribunes sur Womentoday.fr et sur art-critique.com. Elle a été cofondatrice et rédacteur en chef du magazine Londerzeel et a créé, en 2013 et 2015, le numéro zéro de la Revue Critique de Mode puis HEAD SHOT,,.
Elle écrit et édite de la poésie.

## Publications

### Livres scientifiques
- Asthme et allergie, éd. Médecine et Hygiène, Genève, 1993
- Stress-inducible cellular responses, avec Feige U. Morimoto RI. Yahara I., éd. BirkhäuserVerlag (Basel, Boston, Berlin), 1996
- L'inflammation, avec Russo-Marie F. Pelletier A., Médecine/Sciences, éd. John Libbey, 1998

### Essais
- Incertaine identité, avec Olivier Zahm et Luigi L. Polla, Genève, éd. Georg, 1994, 135 p.  (ISBN 9782825705056)
- Vocation créateurs, avec Pascal Perez, Genève, éd. du Tricorne, coll. Suisse créative, 2004, 190 p.  (ISBN 978-2-8293-0268-8)
- Handicap entre différence et ressemblance, Lausanne, éd. Favre, 2007  (ISBN 9782828909482)
- La Nécessité libérale, Vevey, éd. de l'Aire, 2003, 116 p.  (ISBN 2-88108-644-6) [présentation en ligne]

- Les hommes, ce qui les rend beaux, Lausanne, éd. Favre, 2005, 160 p.  (ISBN 9782828908348)
- Tout à fait femme  (préf. Axel Kahn), Paris, Odile Jacob, 27 avril 2012, 195 p. (ISBN 9782738127808, présentation en ligne)
- Tout à fait homme, Paris, Odile Jacob, février 2014, 239 p. (ISBN 9782738130716, présentation en ligne)
- Barbara Polla et Dimítris Dimitriádis, Éloge de l'érection, Bruxelles, Le Bord de l'Eau, coll. « La Muette », novembre 2016, 160 p. (ISBN 9782356874863)
- Femmes hors normes, Paris, Odile Jacob, 8 mars 2017, 240 p. (ISBN 9782738135735, présentation en ligne)
- Le Nouveau Féminisme. Combats et rêves de l'ère post-Weinstein, Paris, Odile Jacob, 2 mai 2019, 272 p. (ISBN 9782738147820, présentation en ligne)
- Paul-pris-dans-l'écriture  (préf. Bruno Walskop, ill. Julien Serve), Bruxelles, Le Bord de l'eau, coll. « La Muette », 8 octobre 2020, 128 p. (ISBN 2356877371, présentation en ligne)
- Les femmes d'aujourd'hui au regard des artistes, Slatkine, 2023

### Romans et récits
- Étreinte, Vevey, éd. de l'Aire, 2003, 86 p.  (ISBN 9782881086571)
- À toi bien sûr, Lausanne, L'Âge d'Homme, 10 novembre 2008, 120 p. (ISBN 978-2-8251-3908-0)
- Victoire, Lausanne, L'Âge d'Homme, 25 novembre 2009, 87 p. (ISBN 9782825139943)
- Kris Van Assche, Amor o muerte  (ill. Andrea Mastrovito), Lausanne, L'Âge d'Homme, 13 avril 2009, 156 p. (ISBN 978-2-8251-3963-9, présentation en ligne)
- Troisième vie, Genève, Ecletica, mars 2015, 96 p. (ISBN 9782940371518, présentation en ligne)
- Vingt-cinq os plus l'astragale, Lausanne, art&fiction, 2016, 120 p. (ISBN 978-2-940377-95-4)
- Moi, la grue  (ill. Julien Serve), Barjols, Plaine page, coll. « Les Oubliés », 4 décembre 2019, 72 p. (ISBN 979-10-96646-27-2, présentation en ligne)
- L'art est une fête  (ill. Julien Serve), Genève, Slatkine, 30 août 2021, 236 p. (ISBN 9782832110720, présentation en ligne)
- La Favorite BSNPress, 2022

### Poésies
- 101 LIVRES-ARDOISES, composé par Wanda Mihuleac, Les Éditions Transignum, 2017: You & Me, Barbara Polla

- Curiosités Contemporaines, Numéro Spécial de Point Contemporain, 2018: No one may ever have sex again, Barbara Polla
- (en) Ivory Honey, Minnesota, New River Press, 11 mars 2018, 80 p. (ISBN 9781999631000, présentation en ligne)I

- « Just Before Love », dans When They Start to Love You as a Machine You Should Run, New River Press Yearbook, 2019  (ISBN 978-1-9996310-4-8)

- ÉQUINOXES, LE CERCLE DES POETES APPARU.E.S, Collectif, editorial direction Nathalie Guiot and Barbara Polla, Ed. Ishtar, 2020: TEEN & Le cercle des poètes apparu.e.s, Barbara Polla.  (ISBN 978-2-931104-02-6)

- The night my mother died, dans Greta Bellamacina (éd.), SMEAR / POEMS FOR GIRLS, Andrews McMeel Publishing, 2020  (ISBN 978-1-5248-5408-9)

- Équinoxe, Souvenirs d’un printemps confiné, Collectif poétique sous la direction de Barbara Polla, Pan des Muses - Éditions de la SIÉFÉGP, 2020 (5)  (ISSN 2492-0487)

### Publications en rapport avec l'art
- Working Men, le travail dans l'art contemporain, avec Paul Ardenne, éd. Que, 2008
- Jacques Coulais Pictor Maximus, avec Paul Ardenne, éd. Take5, 2011
- Horizon Véronique Caye, avec Paul Ardenne, Liège, Hématomes éditions, 2021, 128 p.  (ISBN 978-2-9602558-3-6)

#### Catalogues
- Ghosting, mounir fatmi, Studio Fatmi Publishing, Oct. 2011. Textes de Thierry Raspail, Lillian Davies, Michèle Cohen Hadria, Thomas Boutoux, Barbara Polla.
- Ali Kazma, C24 Gallery, 2012.  (ISBN 978-0-615-71553-7)
- The Kissing Precise, Éditions La Muette, 2013. Textes de Barbara Polla, Régis Durand et mounir fatmi.
- The Lacrima Chair, Shaun Gladwell, Sherman Contemporary Art Foundation, 2015.  (ISBN 978-0-987490-93-3)
- Echo of the Unkown, Janet Biggs, Blaffer Art Museum, 2015. Textes de Janet Phelps, Barbara Polla et Jean-Philippe Rossignol.  (ISBN 978-0-941193-01-6)
- Robert Montgomery, Éditions Distanz, 2015.  (ISBN 978-3-95476-077-0)
- BODY MEMORY, Topographie de l'Art, 2015.  (ISBN 978-2-36669-018-7)
- "GED" 10 years at Baksi Baksi Museum, Baksı Kültür Sanat Vakfı, 2016.  (ISBN 978-975-98236-9-6)
- Direction artistique, Barbara Polla, Magda Danysz, 2016
- Love Stories, Editions Diaphanes, 2016
- DANCE WITH ME VIDEO, Maison Européenne de la Photographie, 2017
- WARNING SHOT, Topographie de l'Art, la Manufacture de l'Image, 2017 [50]
- Souterrain, Ali Kazma, Jeu de Paume, 2017
- HARD CORE, Abdul Rahman Katanani, Le Fil de la Douleur, Editions Barbara Polla, 2017
- MARTIAL, Martial Cherrier, Editions Contrasto / Maison Européenne de la Photographie, 2017
- C'est encore la nuit, mounir fatmi, Kara mon amour, SFpublishing, 2018
- DES FORCES, Rachel Labastie, (Auto)portrait de l'artiste en jeune femme, La Muette, 2018
- "Where I come from and where I belong", dans Yapci Ramos, Show Me, Centro Atlántico de Arte Moderno, 2019, pp.113-122
- SKETCHPAD, Quand nos enfants seront adultes, Topographie de l'Art, la Manufacture de l'Image, 2019, avec Nicolas Etchenagucia